# Батенбюрг
Батенбюрг (нід. Batenburg) — маленьке місто в нідерландській провінції Гелдерланд. Входить до муніципалітету Віхен. 
Перша згадка про населений пункт датується 1166-им роком. 1349 року отримав права міста. До 1984 року мав статус окремого муніципалітету.

## Галерея

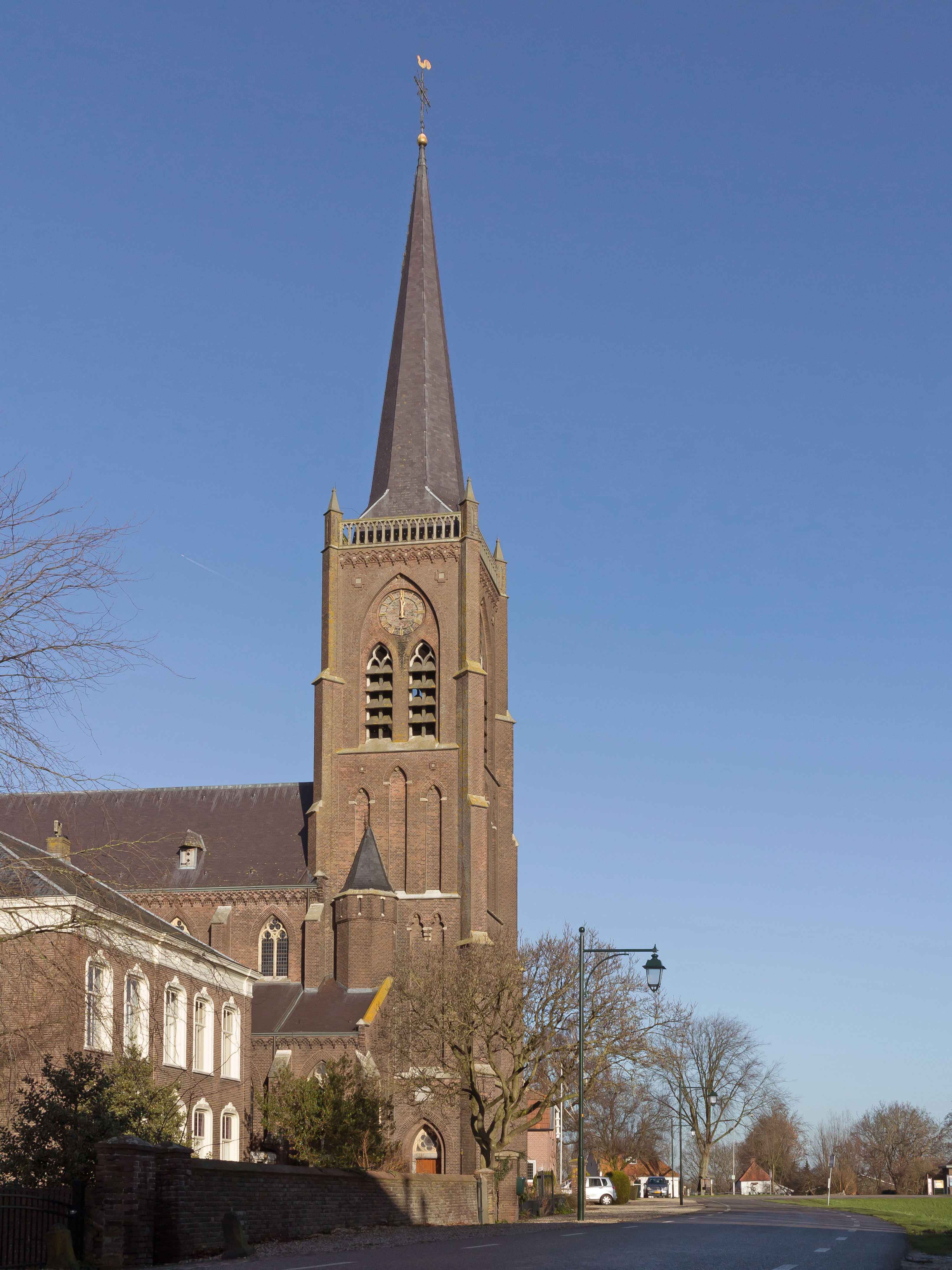
Церква св. Віктора
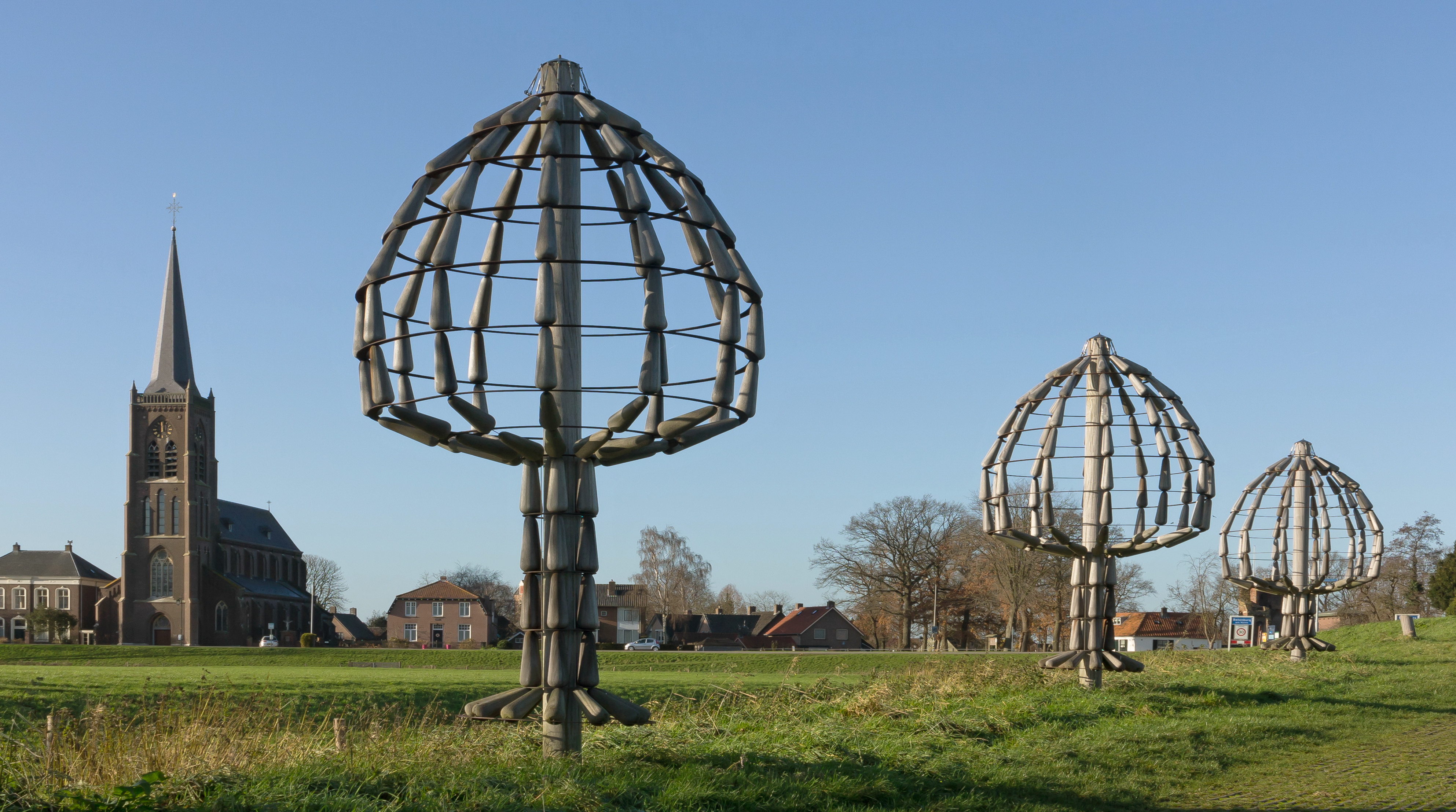
Міські скульптури
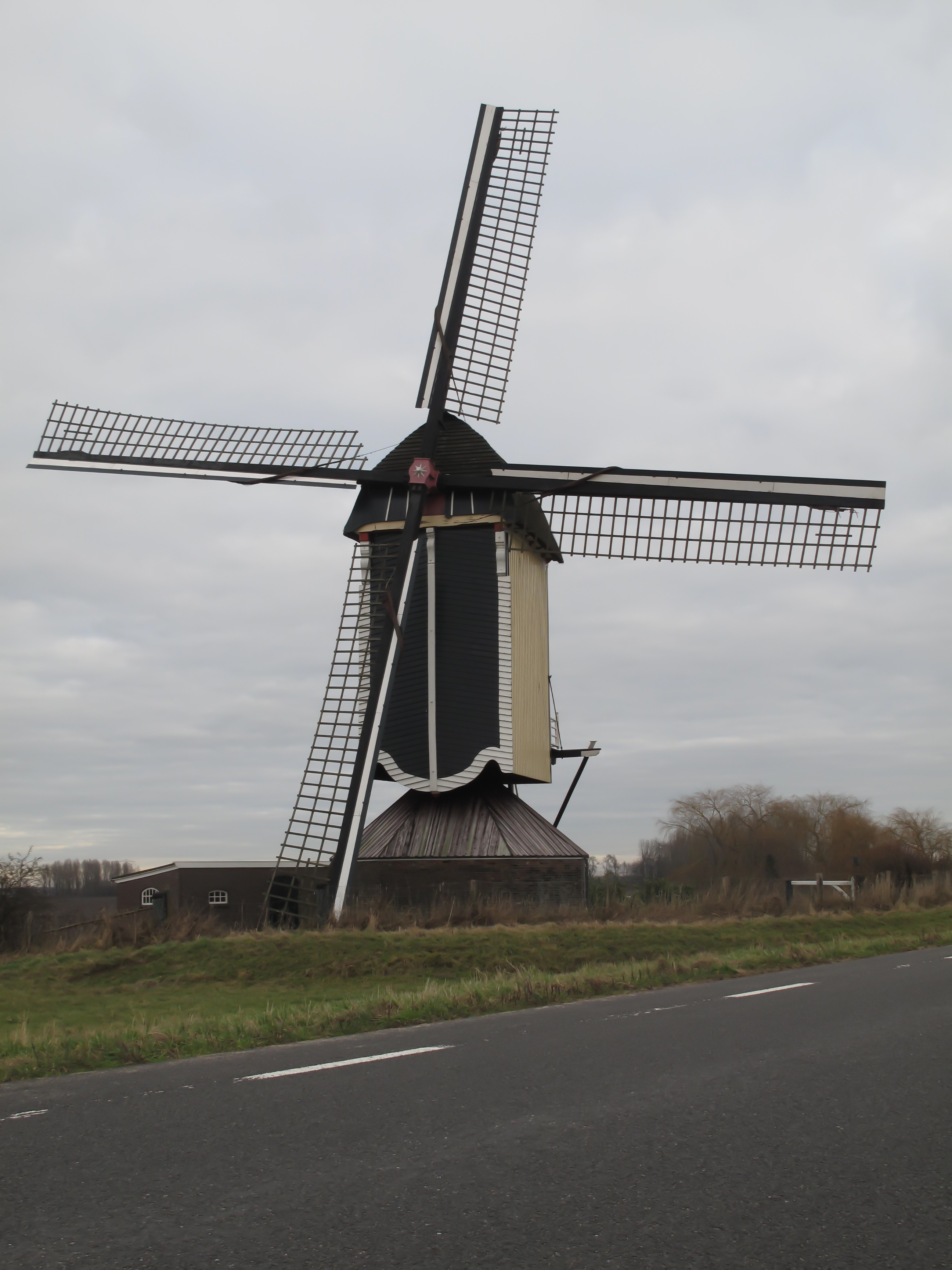
Вітряк